# Puellina bifida
Puellina bifida är en mossdjursart som först beskrevs av Jean-Loup d'Hondt 1970.  Puellina bifida ingår i släktet Puellina och familjen Cribrilinidae. Inga underarter finns listade i Catalogue of Life.